# Vardousia (Grecia)
Vardousia  este un oraș în Grecia în prefectura Focida.